# Ukraines flag
Ukraines flag består af to lige store horisontale bånd, hvor det øverste er blåt, og det nederste er gult. Flaget tolkes ofte som den blå himmel, der symboliserer fred, over de gule kornmarker, der symboliserer velstand.
De blå og gule farver kendes anvendt allerede fra det 12. århundrede e.Kr., mens dets dokumenterede anvendelse som et flag er kendt første gang fra en opstand i revolutionsåret 1848. Det var officielt flag for Den ukrainske folkerepublik, den kortvarige ukrainske statsdannelse i 1918-1921. Flaget var forbudt, mens Ukraine var en del af Sovjetunionen, hvor Den Ukrainske Socialistiske Sovjetrepublik havde sit eget flag, der var en variant af det russiske SFSR's røde flag. Det blågule flag blev genindført i september 1991, da Ukraine i 1991 erklærede sig uafhængigt.

## Farvespecifikationer
Ifølge ukrainsk lov er farverne på det ukrainske flag "blå og gule", men andre statslige organer har bestemt de konkrete farver. I nedenstående tabel er farverne præsenteret i henhold til de tekniske specifikationer i DSTU 4512:2006:
| Farvesystem | Blå                   | Gul                         |
| ----------- | --------------------- | --------------------------- |
| Pantone     | Pantone Coated 2935 C | Pantone Coated Yellow 012 C |
| RAL         | 5019 Capri blue       | 1023 Traffic yellow         |
| RGB         | 0, 91, 187            | 255, 213, 0                 |
| CMYK        | 100, 47, 0, 0         | 0, 4, 100, 0                |
| HEX         | #0057b8               | #ffd700                     |
| Websafe     | #0066cc               | #ffcc00                     |

Der har været uenighed om den blå nuance, der er brugt i flaget. I 2013 argumenterede forsker Dmytro Malakov for, at himmelblå var den korrekte farve, og at mørkeblå i henhold til heraldikkens regler ikke skulle bruges. Det ukrainske heraldikselskab udtalte, at dette heraldikproblem ikke gælder for flag.
Flaget ligner flagene for den østrigske delstat Niederösterreich, den tyske by Chemnitz og den ungarske by Pécs, men alle disse flag har en mørkere blå nuance. Flaget ligner også flaget for den malaysiske delstat Perlis, men har et omvendt farvearrangement, mørkere nuancer af blå og gul og et andet billedformat.

## Retningslinjer og brug
Artikel 20 i Ukraines forfatning siger, at "Ukraines statsflag er et banner med to lige store vandrette bånd af blå og gul farve." (ukrainsk: "Державний Прапор України — стяг із двох рівновеликих горизонтальних смуг синього і жовтого кольорів."
Udover det normale vandrette format bruger mange offentlige bygninger, såsom parlamentet Verkhovna Rada, lodrette flag. De fleste rådhuse fører på denne måde deres byflag sammen med nationalflaget; nogle byflag i Ukraine findes kun i lodret form. Proportionerne for disse lodrette flag er ikke specificeret. Når flaget hænger som et banner eller draperes, skal det blå bånd være til venstre. Når det hejses fra en lodret flagstang, skal det blå bånd vende mod masten.

## Flagdag
Siden 2004 har den 23. august været national flagdag i Ukraine. Tidligere var den 24. juli national flagdag i Kiev. Den første ceremonielle hejsning af det gulblå ukrainske flag i moderne tid fandt sted den 24. juli 1990 på byrådets flagstang i Kyiv, to år før flaget officielt blev udpeget som nationalflag. Siden 1992 er Ukraines uafhængighedsdag blevet fejret den 24. august. Ifølge et regeringsdekret skal flaget flages fra offentlige bygninger på denne dato og visse andre dage, hvoraf ikke alle er officielle helligdage. Der skal også flages på dage, hvor der afholdes valg til Ukraines parlament Verkhovna Rada, og på regionsspecifikke flagdage. Offentlig fremvisning af flag for at markere andre begivenheder, såsom valget af en præsident eller en fremtrædende politikers død (hvor der flages på halv), kan udråbes efter skøn fra Ukraines regering. Når der flages på halv stang, sænkes lodrette flag ikke. Et sort sørgebånd bliver i stedet fastgjort, enten på toppen af masten, hvis den er hængt i en stang, eller til hver ende af flagets bærende tværbjælker, hvis de hejses som et banner.

### Officielle flagdage
- 1. januar: Nytårsdag
- 7. januar: Jul (julianske kalender)
- 22. januar: Ukraines enheds- og frihedsdag
- 8. marts: Kvindernes internationale kampdag
- 1. & 2. maj: Arbejdernes internationale dag
- 9. maj: Sejrsdag over nazismen
- 28. juni: Ukraines grundlovsdag
- 23. august: Flagets dag
- 24. august: Uafhængighedsdag
- 13. oktober: Ukraines Forsvareres Dag
- 21. november: Værdighedens og Frihedens Dag
- 6. december: De væbnede styrkers dag
- 25. december: Jul (gregorianske/neo-julianske kalender)

### Flaget på halv
Flaget vises på halv som et tegn på respekt eller sorg. Præsidenten udråber sådanne landsdækkende flagdage. "Halv stang" betyder at der flages to tredjedele af vejen op ad en flagstang; toppen af flaget skal være mindst et flags højde fra toppen af flagstangen. Sorte bånd angiver sorg på bannere, der ikke kan sænkes til halv.
- 4. lørdag i november: Holodomor-mindedag
- Andre historiske mindedage: masseofre for ulykker, den russisk-ukrainske krig og Euromajdan, Lech og Maria Kaczyńskis død og statsbegravelse, pave Johannes Paul IIs begravelse og terrorangrebet den 11. september 2001.

## Historie
Rødderne til de ukrainske nationale symboler stammer fra førkristen tid, hvor gult og blåt var fremherskende i traditionelle ceremonier for at afspejle ild og vand. Under slaget ved Tannenberg i 1410 brugte polske krigere fra Lwów- og Przemyśl-områderne bannere med gule og blå farver.
Bannere i blå-gule, rød-sorte, skarlagen-oliven og især hindbærfarvede bannere blev meget brugt af kosakker mellem det 16. og 18. århundrede. Disse var ikke de eneste mulige kombinationer, da kosakker normalt ville vise deres hetmans bannere, som lignede adelens våbenskjolde. Gul og blå var også de almindelige farver på våbenskjolde i Galicien. Faktisk erLvivs våbenskjold fortsat den dag i dag en gylden løve på en blå mark.
Nogle regner udgangspunktet for indførelsen af Ukraines nuværende nationale flag til 1848, da et blå-og-gult banner under Nationernes Forår den 22. april 1848 blev indført af Det Øverste Ruthenske Råd i Lemberg (Lviv), hovedstaden i Kongeriget Galicien og Lodomeria, og blev hejst over byens domstol for første gang. Selvom denne hændelse ikke havde væsentlige konsekvenser, brugte de nydannede ukrainske divisioner i den østrigske hær blå-og-gule bannere i deres insignier.
Under den russiske revolution i 1905 blev flaget brugt af ukrainere fra Dnepr-Ukraine.
- Flag fra Kongeriget Rutenien
- Flag fra Lwów-området under slaget ved Tannenberg 1410
- Banner fra Zaporogkosakkernes område før 1775
- Flag fra kosak-hetmanatets våbenskjold (1649–1764)
- Flag fra Sortehavskosakhæren i 1803
- Flag fra Ruteniens nationalgarde i 1848
- Variant af nationalflaget siden 1848

### Tidlig uafhængighed: 1917-1921
Både blå-gule og gul-blå flag blev meget brugt under den ukrainske kamp for uafhængighed i 1917. For første gang i det russiske imperiums historie blev det blå-gule flag flag hejst den 25. marts 1917 i Petrograd under en 20.000 mand stor massedemonstration. På Ukraines territorium blev det nationale flag hejst for første gang i Kiev den 29. marts 1917 af soldater. Den 1. april 1917 oplevede Kiev en demonstration med 100.000 mand, hvor over 320 nationale flag indgik. Bagefter fandt lignende demonstrationer med ukrainske flag sted over hele det russiske imperium, også udenfor traditionelt ukrainsk område. Adskillige berømte ukrainske politikere skrev om demonstrationen den 1. april, herunder Mykhailo Hrushevsky og Serhiy Yefremov, og bemærkede, at der var blå-og-gule flag, mens Dmytro Doroshenko hævdede, at de var gule og blå. Det blå-gule flag blev hejst ved den første ukrainske militærkongres den 18. maj 1917.
Det officielle flag etableret af den ukrainske folkerepublik i 1918 var blå-gult. Flådeflaget skulle dog være lyseblåt-gult som en indikation på, at det officielle flag var lyseblåt-gult.
Der blev også indført adskillige andre serviceflag fra Den ukrainske folkerepublik.
Det officielle flag for den ukrainske leder og general Pavlo Skoropadskyjs hetmanat var også lyseblå-gult og forblev det samme under Symon Petluras direktorat. Den Vestukrainske Folkerepubliks flag var blå-gult. Det statsløse anarkistiske område Makhnovshchina, som eksisterede under den ukrainske uafhængighedskrig, brugte det sorte flag.
Blandt ukrainske eksilorganisationer var der tilhængere af både blå-gule og gul-blå flag. Til sidst blev der indgået en aftale om at bruge det blå-gule flag, indtil problemet kunne løses af et uafhængigt Ukraine.
- Version af Den ukrainske folkerepubliks flag (1917)
- Den Ukrainske Stats og Den ukrainske folkerepubliks flag (1917–1921)
- Vestukrainske folkerepubliks og Hutsulrepublikkens flag (1918–1919)
- Foreslået flag for "Grønne Ukraine" i Østsibirien[13][14]

### Sovjet-Ukraine: 1922-1991
Under sovjetstyret blev det ukrainske flag forbudt, og enhver, der fremviste det, kunne blive retsforfulgt for "anti-sovjetisk propaganda". Den ukrainske socialistiske sovjetrepubliks første flag blev vedtaget den 10. marts 1919. Detaljerne i det officielle flag ændrede sig med jævne mellemrum før Sovjetunionens opløsning i 1991, men alle var baseret på det røde flag fra Oktoberrevolutionen i Rusland og var stort set en kopi af flagene fra den tilstødende russiske SFSR. Det første flag var rødt med de guldkyrilliske sans-serif-bogstaver У. С. С. Р. (USSR, akronym for Ukrayinskaya Sotsialisticheskaya Sovetskaya Respublika på russisk). I 1930'erne fik flaget tilføjet en guldkant. I 1937 blev et nyt flag vedtaget, med en lille guldhammer og segl tilføjet over den guldkyrilliske serif У. Р. С. Р. (URSR, for Ukrayins'ka Radyans'ka Sotsialistychna Respublika på ukrainsk).
- Den Ukrainske Socialistiske Sovjetrepubliks flag (1917–1918)
- Det røde flag
- Ukrainske SSRs flag 1919–1929
- Ukrainske SSRs flag 1929–1937
- Ukrainske SSRs flag 1937–1949
- Ukrainske SSRs flag 1949–1991

### Mellemkrigstiden og Reichskommissariat Ukraine
Organisationen af ukrainske nationalister er en ukrainsk politisk organisation, der som bevægelse oprindeligt blev oprettet i 1929 i det nuværende vestlige Ukraine (dengang mellemkrigstidens Polen). I lang tid havde OUN ikke officielt sit eget flag; under den ungarske og polske invasion af Republikken Karpato-Ukraine i 1939 adopterede Den Karpatiske Sich, en militariseret fløj af OUN, som sit flag et design taget fra OUN's emblem – en gylden nationalistisk trefork på blå baggrund. Flaget blev færdiggjort og først officielt vedtaget af organisationen i 1964 ved den 5. forsamling af ukrainske nationalister.
Den ukrainske oprørshær var en ukrainsk nationalistisk paramilitær styrke og senere partisanhær, der engagerede sig i en række guerillakonflikter under Anden Verdenskrig mod Nazityskland, Sovjetunionen, Tjekkoslovakiet og både det underjordiske og det kommunistiske Polen. Gruppen var den militære fløj i Organisationen af ukrainske nationalister - Bandera-fraktionen (OUN-B), oprindeligt dannet i Volyn i foråret og sommeren 1943. Dens officielle oprettelsesdato er den 14. oktober 1942. UPA's kampflag var et rød-sort banner i forholdet 2:3. Flaget er fortsat et symbol på den ukrainske nationalistiske bevægelse. Flagets farver symboliserer 'ukrainsk rødt blod spildt på ukrainsk sort jord'.
- Den ukrainske oprørshærs og Organisationen af ukrainske nationalister (i Bandera)s flag
- Organisationen af ukrainske nationalister (i Melnik)s flag
- Flag for Karpatho-Ukraine og Ukraines Nationale Regering (1941)

I 1949 blev det sovjetiske Ukraines flag ændret igen. Det lykkedes Sovjetunionen at opnå yderligere to pladser i FN ved at tilføje Ukraine og Hviderusland som medlemslande. Flagskiftet kom i stand, fordi alle de sovjetiske flag var ens. Det nye ukrainske flag bestod af røde (øverste, 2/3) og azurblå (nederst, 1/3) striber med den gyldne stjerne, hammer og segl i øverste venstre hjørne. Kommunistiske partiledere som Nikita Khrusjtjov og Lazar Kaganovich frygtede at bruge ord som 'lyseblå' og 'blå' i de officielle flagfarver, da det var de udtryk, der blev brugt af den ukrainske diaspora.
I løbet af den sovjetiske periode blev der gjort adskillige usanktionerede forsøg på at hejse det nationale blå-gule flag. I 1958 blev en underjordisk gruppe etableret i landsbyen Verbytsia, Khodoriv Raion; dets medlemmer hejste nationale flag og spredte anti-sovjetiske pamfletter i ly af mørket.

### Det nationale flags genkomst
Påvirket af Mikhail Gorbatjovs politik med perestrojka og glasnost fik de enkelte sovjetrepublikker en styrket følelse af national identitet, hvilket førte til Sovjetunionens sammenbrud i 1991. Dette gjaldt især for de tre baltiske stater og det vestlige Ukraine, som var de sidste territorier, der blev annekteret til Sovjetunionen. Den nationale opvågning blev ledsaget af forsøg på at genoprette historiske nationale symboler. I 1988 genindførte den øverste sovjet i den litauiske SSR Litauens nationale flag og våbenskjold som statssymbol. Letlands og Estlands parlamenter fulgte snart efter.
Begivenhederne i de baltiske lande førte hurtigt til lignende hændelser i Ukraine. Især Vestukraine og den ukrainske SSR's hovedstad Kyiv var scener for næsten konstante politiske demonstrationer, hvor demonstranter viftede med gul-blå flag.
- Den 14. marts 1990 blev det ukrainske flag hejst for første gang siden oprettelsen af Sovjetunionen i den lille by Stryi.[18]

Den 20. marts 1990 stemte byrådet i Ternopil om brugen og genetableringen af det gule og blå flag og det ukrainske rigsvåben tryzub og nationalsangen Shche ne vmerla. Samme dag blev det gul-og-blå nationalflag vist for første gang i 80 år på en regeringsbygning i Kiev, som erstattede det dengang officielle rød-azurblå flag for den ukrainske SSR.
- Den 28. april 1990 tillod Lvivs oblastråd (oblasna rada) også brugen af Ukraines nationale symboler indenfor oblasten.
- Den 29. april 1990 blev det gul-blå flag hejst fra Ternopil byteaters flagstang, uden at Sovjetunionens flag hang over det.
- Efter den 24. juli 1990 blev det gul-blå flag vist for første gang ved en officiel regeringsbygning, Kyiv Byråd, på Majdan Nezalezjnosti-pladsen i Khreschatyk-gaden.[19]
- Efter Ukraines uafhængighedserklæring den 24. august 1991 vajede det nationale gul-blå flag for første gang over det ukrainske parlaments (Verchovna Radas) bygning den 4. september 1991.

- Det postsovjetiske Ukraines flag fra 24. august 1991 til 28. januar 1992 (rød-blå)[20]
- Det postsovjetiske Ukraines flag fra 8. september 1991 til 28. januar 1992 (blå-gul)

Det blå og gule flag blev midlertidigt indført til officielle ceremonier i september 1991 efter Ukraines uafhængighed, før det officielt blev indstiftet som nationalflag den 28. januar 1992 af Ukraines parlament.

### Flaget på Ukraines uafhængighedsdag
Efter 19. august 1991, under augustrevolutionen, dukkede ukrainske blå og gule flag op omkring det Hvide Hus i Moskva. En af de flere hundrede ukrainske aktivister, der var til demonstrationen i Moskva Heorhiy Lukyanchuk siger, at flagene var blev syet af deres ægtefæller, da det dengang var et stort problem at købe sådan et stof, blev det gule fundet i regionen nær Moskva, og den blå blev bragt ind fra Aserbajdsjan..
Ifølge den officielle version bar en gruppe af folkets stedfortrædere den 23. august 1991 år  - efter fiaskoen i Moskva - det blå-gule ukrainske flag ind i mødesalen i Verkhovna Rada. Indvielsen af det nationale flag blev udført af præsten for UAOC Peter Boyko. Det er netop med basis i denne begivenhed, at dekretet fra Ukraines præsident, L. Kuchma, "På dagen for Ukraines statsflag" nr. 987/2004 er knyttet. Som et minde opbevares flaget under glas i VRU-museet. Dagen efter erklærede Ukraine uafhængighed.
Deltagerne i disse arrangementer opfordrer dog til en anden dato for at bringe flaget ind i mødesalen. Dette bekræftes af udskriften af den ekstraordinære session i Verkhovna Rada i Ukraine dateret 24. august 1991:
| Citat | Lubkivskyi R.M.: "Kære deputerede, ukrainske folk! I dag slutter den historiske retfærdigheds triumf. Vi vender tilbage til civiliserede staters skød og stoler på den århundreder gamle tradition for vores stat - demokratisk, fredselskende og åben for hele verden. Baseret på denne tradition og traditionen med at ære nationale helligdomme, såvel som traditionerne for kampen for en uafhængig ukrainsk katedral demokratisk stat, foreslår jeg at indføre det nationale ukrainske gul-blå flag og installere det i lokalerne og på kuplen af Ukraines Verkhovna Rada... Chornovil V. M.: "Kære kolleger! Jeg vil gerne tilbyde en lille tilføjelse. Jeg fik at vide, at der på gaden er det flag, som ukrainerne stod med på barrikaderne nær Verkhovna Rada i Rusland. Jeg beder om, at netop dette flag bliver installeret i vores hal. Og jeg foreslår også, at før vi træffer en beslutning om de nationale symboler, om det nationale flag, skal vores flag være hejst over kuplen på Verkhovna Rada." | Citat |
|       | |       |

Et andet flag blev dog bragt ind i salen, som beskrevet af Folkets stedfortræder Mykola Porovskyi:
| Citat | "Den 23. august, om morgenen, samledes Bevægelsens Store Råd i bygningen Forfatterforeningens bygning med deltagelse af alle deputerede i [[Folkerådet] \|Folkerådet]]... Dagen før sendte jeg en telefonbesked til alle regionale organisationer Movement med en ordre om straks at organisere en masseankomst af medlemmer af bevægelsen og vores støtter til Kiev under Verkhovna Radas mure. Langt de fleste organisationer efterkom påbuddet. Titusindvis af demonstranter rejste til Kiev med tog og bus. Så tidligt om morgenen den 24. august gik jeg til sekretariatet for at sikre mig, at flagene, bannerne og slogansene til demonstranterne og alt andet nødvendigt ifølge den udviklede plan for denne demonstration var blevet forberedt. Viktor Burlakov, som allerede havde tilbragt fire dage og nætter i sekretariatet for at organisere aktioner mod GKChP, var i færd med at udglatte folderne af stoffet i det enorme blå-gule flag med et strygejern i mødesalen. Dette banner blev syet dagen før af medlemmer af bevægelsens kvindesamfund... En demonstration kom fra Sofia Maidan, som bragte et enormt blåt og gult flag under væggene på Verkhovna Rada. På Maidan blev han indviet af biskoppen af UAOC Vladimir (Romanyuk). Optoget overrakte flaget til os, folkets stedfortrædere. Vi knælede alle sammen og kyssede kanten af banneret. Jeg holdt den højre kant af flaget, og den modsatte ende blev båret af Vyacheslav Chornovil. Vi marcherede med banneret til Verkhovna Rada | Citat |
|       | |       |

Så den 24. august bragte en gruppe deputerede et flag på 8 x 4 meter til sessionssalen og dækkede tribunen med det. På initiativ af Ivan Plyushch optog kunstneren Olexiy Kulakov dette øjeblik i maleriet "Statsdannelse", der målte 2x5 meter, som 22. august 2001 blev højtideligt åbnet på anden sal i bygningen til Verkhovna Rada i Ukraine.
Eksternt medium: Maleri "Statsskabelse" af Oleksiy Kulakov (150px).
Efter erklæringen om Ukraines uafhængighed, 4. september 1991 —efter tre stemmer og Kravchuks trussel om, at han ville træde tilbage, hvis spørgsmålet ikke blev løst, blev det blå-gule nationalflag hejst over parlamentets bygning.

#### International brug efter invasionen af Ukraine i 2022
I begyndelsen af den russiske invasion af Ukraine i 2022 blev steder over hele verden oplyst med farverne på det ukrainske flag, mens talrige byer hejste det ukrainske flag i solidaritet. I Danmark blev Udenrigsministeriets bygning således oplyst i Ukraines blå og gule farver allerede om aftenen den 24. februar, hvor invasionen fandt sted, for at vise solidaritet med Ukraine. Den 2. marts gav den danske regering tilladelse til, at såvel private som offentlige myndigheder frit kunne flage med ukrainske flag, i første omgang i en periode på 14 dage. Det er under normale omstændigheder ikke tilladt at flage med andre landes flag i Danmark uden særlig tilladelse. Begivenhederne førte til en meget stor efterspørgsel efter ukrainske flag i Danmark på linje med flag-efterspørgslen, da Danmark i 1992 vandt Europamesterskabet i fodbold. Tilladelsen til at flage med ukrainske flag i Danmark blev siden forlænget adskillige gange.

## Forsøg på at genoplive sovjetiske flag
Den 21. april 2011 vedtog Verkhovna Rada en lov, der tillod, at det sovjetiske Sejrsbanner kunne bruges til at flage med på Sejrsdag . Det nuværende Sejrsbanner blev vedtaget i Rusland i 2007. Den 20. maj 2011 blev loven underskrevet af Ukraines præsident Viktor Janukovitj. Den 17. juni 2011 tilkendegav Ukraines forfatningsdomstol, at loven var imod forfatningen, og foreslog at parlamentet implementerede nødvendige ændringer i Ukraines forfatning. Den 9. april 2015 vedtog det ukrainske parlament lovgivning om afkommunisering, og forbød promovering af symboler for "kommunistiske og nationalsocialistiske totalitære regimer". Siden da har sovjetiske symboler, som sejrsbanneret, kun været tilladte på kirkegårde og gravpladser.

## Statsoverhovedets flag
Gennem hele Ukraines historie brugte forskellige stater forskellige flag. Designet varierer afhængigt af det århundrede, hvor de blev brugt, og i henhold til den politiske scene i Ukraine på det tidspunkt. Det første flag, der blev brugt af et statsoverhoved, var hetmanen Pavel Skoropadskyjs flag i 1918. Det nuværende design, den ukrainske præsidents flag, blev vedtaget i 1991.
- Standardflag for præsidenten for UNR i eksil
- Flag for Ukraines præsident
- Flag (standard) for Ukraines præsident

## Militære flag
- Flag for de ukrainske væbnede styrker
- Flag for Ukraines hær
- Flag for Ukraines luftvåben
- Flag for Ukraines flåde, hejst siden 1. august 1997 på helligdage og højtidelige dage
- Flag for Ukraines statslige grænsevagttjeneste
- Flag for Ukraines kystvagt
- Flag for Ukraines 3. Riffeldivision

## Frimærker
Flaget har ikke optrådt på ukrainske frimærkeudgivelser før 1992, hvor flaget blev afbildet sammen med landets officielle rigsvåben. Siden da har flaget hyppigt optrådt på frimærker.
- Frimærke for "Etårsdagen for Ukraines uafhængighed. Statens våbenskjold og Ukraines statsflag", 1992
- Frimærkeark i anledning af "20 års jubilæet for godkendelsen af Ukraines statsflag, Ukraines statsvåben og Ukraines statshymne" med 2 frimærker: "Ukraines statsflag" og "Ukraines statsvåben", 2012

## Brug af Ukraines flag i andre symboler
Emblemer og flag baseret på det ukrainske flag og dets farver er og har været brugt før af en række organisationer og bevægelser uden for Ukraine.
- Emblem for EUs grænsebistandsmission (EUBAM) for Moldova og Ukraine
- Emblem for Unionen af ukrainske kvinder i Amerika

## Lignende flag
- Flag for delstaten Niederösterreich, Østrig
- Flag for byen Biberach an der Riß, Tyskland
- Flag for hertugdømmet Braunschweig-Lüneburg (1235 - 1692)
- Flag for hertugdømmet Braunschweig (1815 - 1918)
- Flag for byen Gryfów Śląski, Polen
- Flag for staten Dholpur (1806 - 1949), Britisk Indien
- Flag for den historiske region Dalmatia, Kroatien
- Flag for provinsen Herrera, Panama
- Flag for byen Suhl, Tyskland
- Flag for byen Sopot, Polen
- Flag for kommunen Tessenderlo, Belgien
- Flag tilhørende kommunen Velzen, Holland
- Flag for byen Aguadilla, Puerto Rico
- Flag for byen Chitre, Panama
- Flag for distriktet Enzkreis (Baden-Württemberg), Tyskland
- Flag for kommunen Olinda, Brasilien
- Flaf for kommunen Wachtebeke, Belgien
- Flag for byen Leipzig, Tyskland
- Flag for landsbyen Marken, Holland
- Flag for kommunen Rouvroy, Belgien
- Flag for distriktet Rems-Murr, Tyskland
- Flag for regionen Satakunta, Finland
- Flag for byen Opole, Polen
- Flag for byen Narva, Estland